# مولد ضغط التدفق يضخ بمتفجر

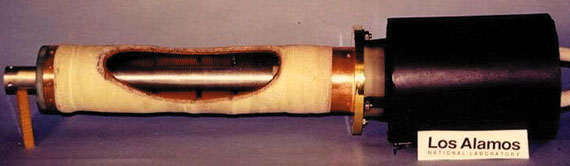
عرض مقطوع لمولد ضغط التدفق. يتم تفجير أنبوب الألمنيوم في النهاية ويمتد إلى ما وراء حلزون السلك النحاسي. على الطرف الآخر ، يُمكّن المحول الكهربي جهاز المولّد من العمل بكفاءة أكبر في الحمل الكهربائي.

مولد ضغط التدفق الذي يُضَخ بشكل متفجر ( EPFCG ) هو جهاز يستخدم لتوليد نبضة كهرومغناطيسية عالية الطاقة عن طريق ضغط التدفق المغناطيسي باستخدام مادة شديدة الانفجار .
يولد الجهاز نبضة واحدة فقط حيث يُدَمَّر الجهاز فعليًا أثناء التشغيل. إنها تتطلب نبضة تيار بدء للعمل ، وعادة ما تُوَفَّر بواسطة المكثفات .
تُستخدم مولدات ضغط التدفق التي تُضَخ بشكل متفجر لإنشاء مجالات مغناطيسية عالية جدًا في أبحاث الفيزياء وعلوم المواد  وتوليد نبضات شديدة للغاية من التيار الكهربائي لتطبيقات الطاقة النبضية . تتم البحوث فيها كمصادر طاقة لأجهزة الحرب الإلكترونية المعروفة باسم الأجهزة الكهرومغناطيسية العابرة التي تولد نبضًا كهرومغناطيسيًا بدون تكاليف أو آثار جانبية أو نطاق هائل لجهاز النبض الكهرومغناطيسي النووي .
تم إجراء أول عمل على هذه المولدات من قبل مركز VNIIEF للأبحاث النووية في ساروف في الاتحاد السوفيتي في بداية الخمسينيات من القرن الماضي ،ثم تلاه مختبر لوس ألاموس الوطني في الولايات المتحدة .

## التاريخ
في بداية الخمسينيات من القرن الماضي أصبحت الحاجة إلى نبضات كهربائية قصيرة جدًا وقوية واضحة للعلماء السوفييت الذين يجرون أبحاث الاندماج النووي . كان مولد ماركس ، الذي يخزن الطاقة في المكثفات ، الجهاز الوحيد القادر في ذلك الوقت على إنتاج مثل هذه النبضات عالية الطاقة. حفزت التكلفة الباهظة للمكثفات المطلوبة للحصول على الطاقة المطلوبة على البحث عن جهاز أكثر اقتصادا. فصُمِّمَت المولدات المغناطيسية المتفجرة الأولى التي انبثقت من أفكار أندريه ساخاروف ، لقيام بهذا الدور.

## الميكانيكية

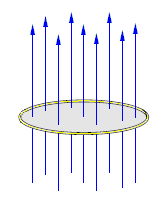
بالنسبة إلى مجال مغناطيسي ثابت الشدة B يجتاز سطح S ، فإن التدفق Φ يساوي حاصل ضرب B في S.

تستخدم مولدات المتفجرات المغناطيسية تقنية تسمى "ضغط التدفق المغناطيسي" ، الموصوفة بالتفصيل أدناه. تصبح هذه التقنية ممكنة عندما تكون المقاييس الزمنية التي يعمل خلالها الجهاز وجيزة بدرجة كافية بحيث يكون فقدان التيار في المقاومة ضئيلًا ، ويظل التدفق المغناطيسي عبر أي سطح محاط بموصل (سلك نحاسي على سبيل المثال) ثابتًا ، على الرغم من أن الإتساع و شكل السطح قد يتغيران.
يمكن إثبات الحفاظ على التدفق من معادلات ماكسويل . التفسير الأكثر بديهية لهذا الحفاظ على التدفق المغلق يتبع من قانون لينز ، الذي ينص على أن أي تغيير في التدفق عبر الدائرة الكهربائية سوف يتسبب في وجود تيار في الدائرة يعارض التغيير. لهذا السبب ، يؤدي تقليل مساحة السطح المحاطة بموصل الحلقة المغلقة مع مجال مغناطيسي يمر عبره ، مما يقلل التدفق المغناطيسي ، إلى تحريض التيار في الموصل الكهربائي ، والذي يميل إلى الحفاظ على التدفق المغلق عند قيمتها الأصلية. في مولدات المتفجرات المغناطيسية ، تُقَلَّل المساحة عن طريق تفجير المتفجرات المعبأة حول أنبوب أو قرص موصل ، وبالتالي فإن الانفجار الداخلي الناتج يضغط على الأنبوب أو القرص. نظرًا لأن التدفق يساوي شدة المجال المغناطيسي مضروبًا في مساحة السطح ، حيث تتقلص مساحة السطح ، تزداد شدة المجال المغناطيسي داخل الموصّّل. تحول عملية الانضغاط جزئيًا الطاقة الكيميائية للمتفجرات إلى طاقة مجال مغناطيسي مكثف محاط بتيار كهربائي كبير متناسب.
يمكن أن يكون الغرض من مولد التدفق إما توليد نبضة مجال مغناطيسي قوية للغاية ، أو نبضة تيار كهربائي قوية للغاية ؛ في الحالة الأخيرة ، يتم توصيل الموصل المغلق بدائرة كهربائية خارجية. اُسْتُخْدِمَت هذه التقنية لإنشاء أكثر المجالات المغناطيسية التي صنعها الإنسان كثافة على الأرض ؛ حقول تصل إلى حوالي 1000  تسلا (حوالي 1000 ضعف قوة المغناطيس الدائم النيوديميوم النموذجي) تنشيء نبضعة قوية لمدة عدة ميكروثانية.

### وصف أولي لضغط التدفق

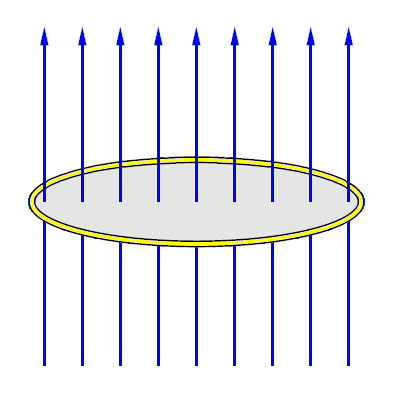
الشكل 1: خطوط المجال المغناطيسي المعتادة.

يربط مجال مغناطيسي خارجي (الخطوط الزرقاء) حلقة مغلقة مصنوعة من موصل مثالي (بدون مقاومة ). فيكون إجمالي التدفق المغناطيسي {\displaystyle \Phi } خلال الحلقة يساوي المجال المغناطيسي {\displaystyle B} مضروبا في المساحة {\displaystyle A} من السطح الممتد على الحلقة. تمثل خطوط المجال التسعة التدفق المغناطيسي الخيطي للحلقة.

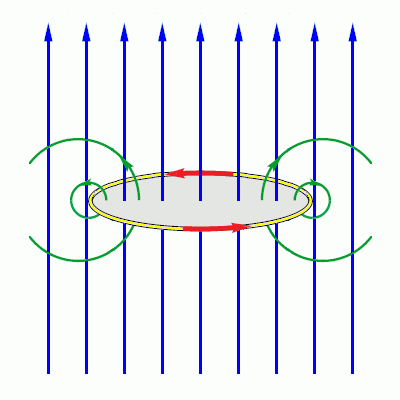
الشكل 2: التكوين بعد تقليل قطر الحلقة.

لنفترض أن الحلقة مشوهة ، مما يقلل من مساحة المقطع العرضي لها. فيقل التدفق المغناطيسي الخيطي للحلقة الذي يمثله خمسة خطوط مجال ، بنفس النسبة مثل مساحة الحلقة. يؤدي تغير التدفق المغناطيسي إلى وجود تيار (أسهم حمراء) في الحلقة وفقًا لقانون فاراداي للحث ، والذي بدوره يخلق مجالًا مغناطيسيًا جديدًا يدور حول السلك (الأسهم الخضراء) طبقا لـ قانون أمبير للدائرة . يعاكس المجال المغناطيسي الجديد المجال خارج الحلقة ولكنه يضيف إلى الحقل الداخلي ، بحيث يحافظ على التدفق الكلي في الجزء الداخلي للحلقة: الأربعة خطوط حقل الخضراء مضافة إلى الخطوط الزرقاء الخمسة تعطي خطوط الحقل التسعة الأصلية.

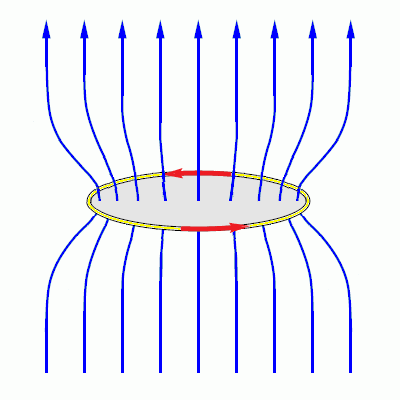
الشكل 3: خطوط المجال المغناطيسي بعد الضغط.

من خلال جمع المجال المغناطيسي الخارجي والحقل المستحث معًا ، يمكن إثبات أن النتيجة النهائية هي أن خطوط المجال المغناطيسي التي تربط الثقب في الأصل تظل داخل الفتحة وبذلك يُحَافَظُ على التدفق ، وينشأ تيار في الحلقة الموصلة . تكون خطوط المجال المغناطيسي "مقروصة" وتقترب من بعضها البعض ، وبالتالي تزداد متوسط شدة المجال المغناطيسي داخل الحلقة بنسبة المساحة الأصلية إلى المساحة النهائية.

## أنواع المولدات المختلفة
يمكن تطبيق المبدأ الأساسي البسيط لضغط التدفق بعدة طرق مختلفة. تصور العلماء السوفييت في VNIIEF في ساروف ، وهم رواد في هذا المجال ، ثلاثة أنواع مختلفة من المولدات:
- النوع الأول من المولد (MK-1 ، 1951) الذي طوره روبرت ليوداييف ، وفيه يقتصر التدفق المغناطيسي الناتج عن موصل اللف داخل أنبوب معدني مجوف محاط بالمتفجرات ، ويخضع لضغط عنيف عندما تنفجر المتفجرات . وطُوِّر جهاز من نفس النوع في الولايات المتحدة بعد مرور اثني عشر عامًا من قبل فريق CM (Max) Fowler في لوس ألاموس .
- في النوع الثاني من المولد (MK-2 ، 1952) ، يُضْغَط التدفق المغناطيسي ، المحصور بين لفات الموصل الخارجي وأنبوب موصل مركزي مملوء بالمتفجرات ، بواسطة "مكبس" مخروطي ناتج عن تشوه الأنبوب المركزي وتنتقل موجة التفجير عبر الجهاز.
- نوع ثالث من المولدات (DEMG) ، تم تطويره بواسطة فلاديمير تشيرنيشيف ، وهو أسطواني الشكل ويحتوي على كومة من الأقراص المعدنية المقعرة ، التي تواجه بعضها البعض في أزواج ، لإنشاء وحدات مجوفة (مع اختلاف عددها وفقًا للطاقة المطلوبة) ، ومنفصلة بالمتفجرات تعمل كل وحدة كمولد مستقل.

يمكن استخدام هذه المولدات إذا لزم الأمر بشكل مستقل ، أو حتى تجميعها في سلسلة من المراحل المتعاقبة: تُنْقَل الطاقة التي ينتجها كل مولد إلى التالي ، مما يضخم النبضة وهكذا. على سبيل المثال ، من المخطط له أن يُغَذَّى مولد DEMG بواسطة مولد من النوع MK-2.

### مولدات الأنبوب المجوف
في ربيع عام 1952 ، أجرى كل من RZ Lyudaev و EA Feoktistova و GA Tsyrkov و AA Chvileva أول تجربة لهذا النوع من المولدات بهدف الحصول على مجال مغناطيسي عالي جدًا.
يعمل مولد MK-1 على النحو التالي:

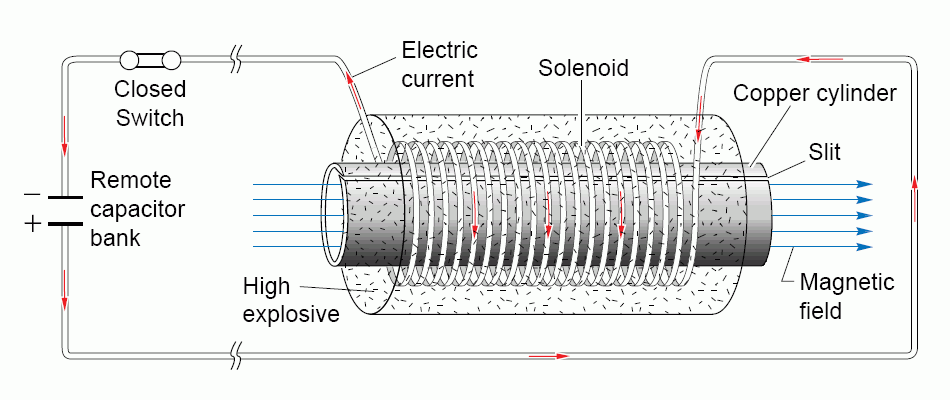
مولد أنبوب مجوف.

- يُنْتَج مجال مغناطيسي طولي داخل موصل معدني مجوف ، عن طريق تفريغ مجموعة من المكثفات في الملف اللولبي الذي يحيط بالأسطوانة. لضمان اختراق سريع للحقل في الاسطوانة يوجد شق في الاسطوانة ، والذي ينغلق بسرعة عندما تتشوه الأسطوانة ؛
- يتم تفجير الشحنة المتفجرة الموضوعة حول الأنبوب بطريقة تضمن أن ضغط الأسطوانة يبدأ عندما يكون التيار عبر الملف اللولبي في أقصى درجاته ؛
- تنتج موجة الصدمة الأسطوانية المتقلصة المنبعثة من الانفجار انكماشًا سريعًا (أكبر من 1 كم / ث) للاسطوانة المركزية ، وتضغط المجال المغناطيسي ، وتخلق تيار بالحث الكهربي حسب الشرح أعلاه (تسمح سرعة الانكماش ومع إهمال خسائر الحرارة ، باعتبار الاسطوانة موصلا مثاليا ).

تمكنت التجارب الأولى من الوصول إلى المجالات المغناطيسية لملايين الغاوس (مئات التسلا ) ، مع إعطاء مجال أولي قدره 30 كيلوجاوس (3 تسلا) والذي يوجد في "الهواء" في الفضاء الحر ويعادل
H = B/μ0 = (3 Vs/m2) / (4π × 10−7 Vs/Am) = 2.387×106 أ/م
امبير/متر.
(حوالي 2.4 مللي أمبير / متر).

### مولدات حلزونية
تم تصميم المولدات الحلزونية بشكل أساسي لتوصيل تيار شديد إلى حمل يقع على مسافة آمنة. غالبًا ما تُسْتَخْدَمْ كمرحلة أولى من مولد متعدد المراحل ، مع استخدام تيار الخروج لتوليد مجال مغناطيسي شديد الكثافة في مولد ثانٍ.
تعمل مولدات MK-2 على النحو التالي:

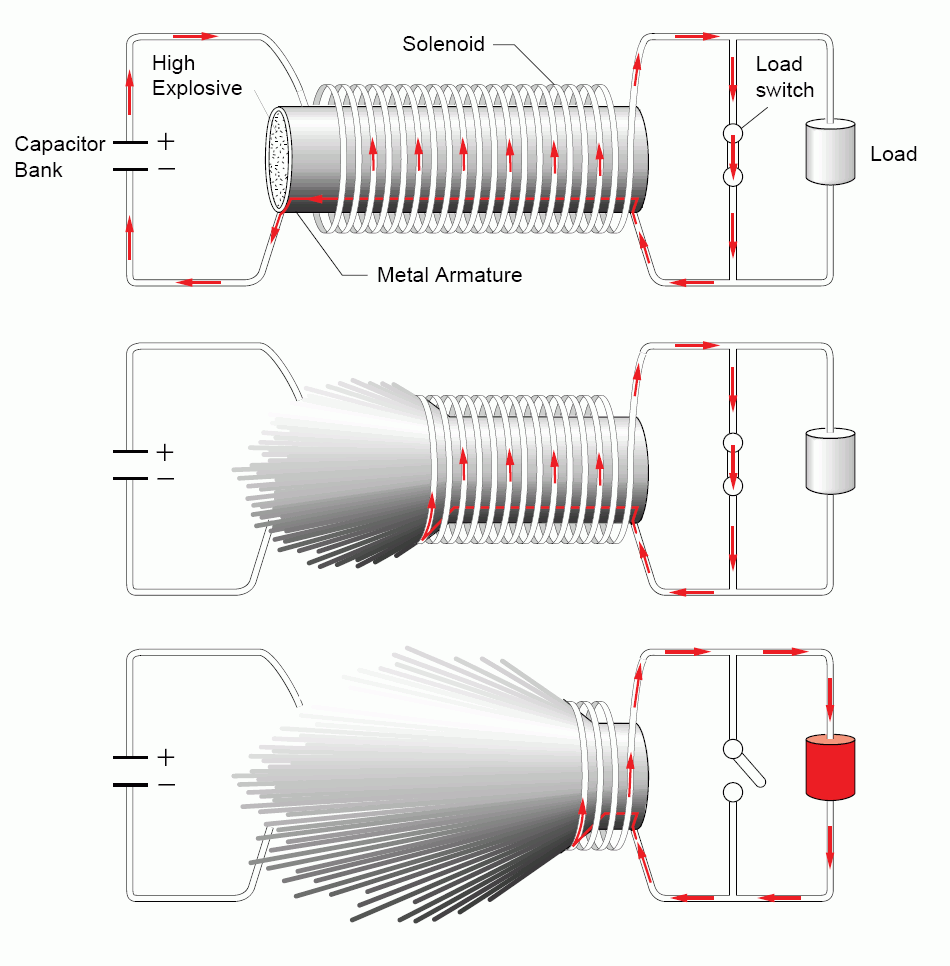
طريقة عمل المولد الحلزوني.

- يُنْتَج مجال مغناطيسي طولي بين موصل معدني وملف لولبي محيط عن طريق تفريغ بطارية من المكثفات في الملف اللولبي ؛
- بعد إشعال الشحنة تنتشر موجة تفجير في الشحنة المتفجرة الموضوعة داخل الأنبوب المعدني المركزي (من اليسار إلى اليمين في الشكل) ؛
- تحت تأثير ضغط موجة التفجير يتشوه الأنبوب ويصبح مخروطًا يلامس الملف الملفوف حلزونيًا ، مما يقلل من عدد اللفات الغير موصّلة فينضغط المجال المغناطيسي ويخلق تيارًا حثيًا ؛
- عند نقطة أقصى ضغط تدفق يتم فتح مفتاح التحميل الذي يوفر عندئذ أقصى تيار إلى الحمل.

يعتبر المولد MK-2 مثيرًا للاهتمام بشكل خاص لإنتاج تيارات شديدة تصل إلى 10 8 A (100 مليون أمبير) ، بالإضافة إلى مجال مغناطيسي عالي الطاقة للغاية حيث يمكن تحويل ما يصل إلى 20 ٪ من الطاقة المتفجرة إلى طاقة مغناطيسية ، ويمكن أن تصل شدة المجال إلى 2 × 10 6 جاوس (200 تسلا).
يتطلب الإدراك العملي لأنظمة MK-2 عالية الأداء متابعة الدراسات الأساسية من قبل فريق كبير من الباحثين ؛ وتم تحقيق ذلك بشكل فعال بحلول عام 1956 ، بعد إنتاج أول مولد MK-2 في عام 1952 وتحقيق تيارات أكثر من 100 مليون أمبير من عام 1953.

### مولدات القرص
يعمل مولد DEMG على النحو التالي:

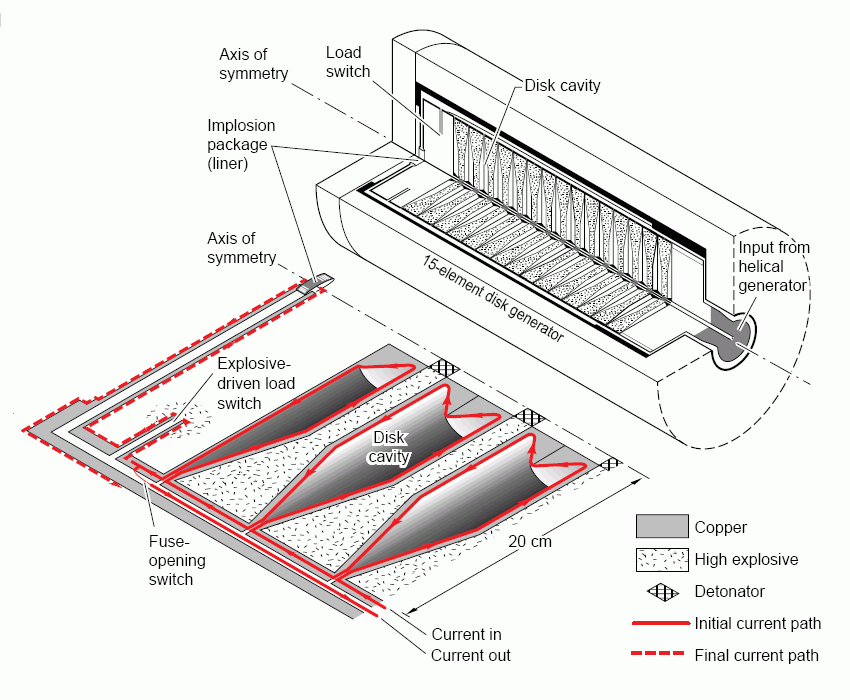
مولدات القرص.

- يتم تجميع الأقراص المعدنية الموصلة في أزواج متقابلة لإنشاء وحدات مجوفة على شكل حلقة مبطنة ، مع تعبئة متفجرات بين أزواج من تلك الوحدات و يتم تكديسها داخل أسطوانة ؛ [8] يمكن أن يختلف عدد الوحدات وفقًا للطاقة المرغوبة (يوضح الشكل جهازًا مكونًا من 15 وحدة) ، بالإضافة إلى نصف قطر الأقراص (بمقدار بين من 20 إلى 40 سم).
- يمر التيار عبر الجهاز ، الذي يتم توفيره بواسطة مولد MK-2 ، فينشأ مجال مغناطيسي مكثف داخل كل وحدة.
- عند البدء ، يبدأ الانفجار على المحور وينتشر شعاعيًا للخارج مما يؤدي إلى تشويه النتوءات القرصية ذات المقطع الثلاثي ودفعها بعيدًا عن المحور. تلعب الحركة الخارجية لهذا القسم من الموصل دور المكبس.
- مع استمرار الانفجار يتم ضغط المجال المغناطيسي في داخل كل وحدة بواسطة مكبس موصّل والزحف المتزامن للوجوه الداخلية معًا مما يؤدي أيضًا إلى إنشاء تيار حثي.
- عندما يصل التيار المستحث إلى الحد الأقصى يندمج مفتاح فتح المصهر fuse ومفتاح الحمل في وقت واحد ، مما يسمح بوصول التيار إلى الحمل (لم يتم شرح آلية تشغيل مفتاح التحميل load switch في الوثائق المتاحة).

تم تطوير الأنظمة التي تستخدم ما يصل إلى 25 وحدة في VNIIEF. وقد تم إنتاج خرج مقداره 100  MJ عند 256  مليون أمبير إنتاج بواسطة مولــّد يبلغ قطره 1 متر مكون من ثلاث وحدات.

## أنظر أيضا
- قرصة بلازما
- مولد كهربائي حديدي مدفوع بالمتفجرات
- مولد مغناطيسي حديدي مدفوع بالمتفجرات
- ليزر ديناميكي غازي يضخه متفجر
- نبض كهرومغناطيسي نووي
- نبضة كهرومغناطيسية

## روابط خارجية
- التعاون العلمي بين Los Alamos و Arzamas-16 باستخدام مولدات ضغط تدفق مدفوعة بالمتفجرات
- مقدمة لمولدات ضغط التدفق المغناطيسي المتفجر
- توليد المجالات المغناطيسية فائقة الارتفاع لـ AGEX (LANL)
- مصادر الطاقة المغناطيسية المتفجرة ذات القوة العظمى (VK Chernyshev ، VNIIEF)
- تجارب معدل الإجهاد العالي لتحديد قوة العائد الديناميكي للنحاس
- اندماج الهدف الممغنط - نهج عالي الطاقة في مساحة معلمة غير مستكشفة